# Wendy Sherman

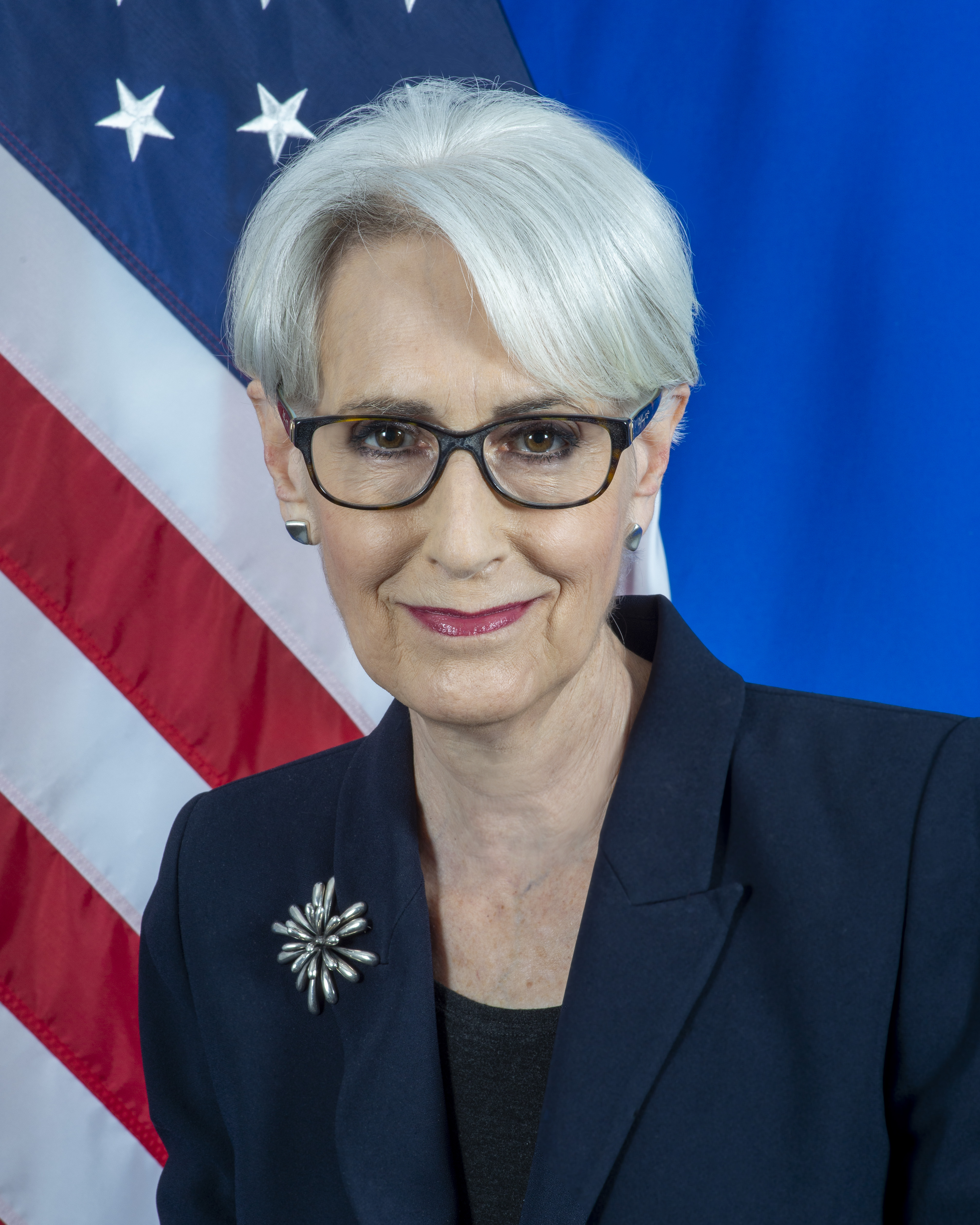
Wendy R. Sherman (2021)

Wendy Ruth Sherman (* 7. Juni 1949 in Baltimore, Maryland) ist eine US-amerikanische Diplomatin und war von April 2021 bis Juli 2023 Vizeaußenministerin der Vereinigten Staaten.

## Werdegang
Nach Besuch des Smith College begann Sherman 1969 ein grundständiges Studium an der Boston University, das sie 1971 mit einem Bachelor of Arts zum Abschluss brachte. Es folgte ein postgraduales Studium im Fach Sozialarbeit an der University of Maryland, das sie 1976 mit einem Master of Arts beendete. Anschließend war sie als Sozialarbeiterin tätig.
Während der Amtszeit der Regierung von US-Präsident Bill Clinton bekleidete Sherman von Mai 1993 bis März 1996 im Außenministerium der Vereinigten Staaten unter Warren Christopher das Amt der Assistant Secretary of State for Legislative Affairs. Nach einer Tätigkeit bei Fannie Mae kehrte sie im August 1997 als Counselor of the United States Department of State im Range einer United States Under Secretary of State in das Außenministerium zurück. In dieser Funktion war sie Beraterin von Außenministerin Madeleine Albright und zugleich Sonderberaterin von Präsident Clinton sowie politische Koordinatorin für Nordkorea. Ihre Amtszeit endete mit dem Amtsantritt der Regierung von George W. Bush am 20. Januar 2001.
In der Folgezeit war Sherman unter anderem für Oxfam America und die Albright Stonebridge Group tätig. Im Wahlkampf für die Präsidentschaftswahl 2008 war sie Beraterin von Hillary Clinton.
Während der Amtszeit der Regierung von Barack Obama kehrte Sherman am 21. September 2011 ins Außenministerium zurück, nachdem sie von Außenministerin Hillary Clinton zur Under Secretary of State for Political Affairs ernannt worden war. Nach dem Rücktritt von William Joseph Burns am 3. November 2014 bis zum 9. Januar 2015 fungierte sie zugleich als kommissarische Vizeaußenministerin.
Nach ihrem Ausscheiden aus dem Regierungsdienst im Oktober 2015 nahm Sherman eine Beratertätigkeit bei der Albright Stonebridge Group sowie eine Lehrtätigkeit am Belfer Center for Science and International Affairs auf.
Am 16. Januar 2021 kündigte der designierte Präsident Joe Biden an, Wendy Sherman in seinem Kabinett für das Amt der stellvertretenden Außenministerin unter Antony Blinken vorzuschlagen. Die Nominierung wurde am 11. März 2021 dem Auswärtigen Ausschuss des Senats mitgeteilt, am 13. April 2021 vom Senat mit 56 zu 42 Stimmen genehmigt und Sherman am Folgetag vereidigt. Sherman war die erste Frau in diesem Amt. Nachdem im Mai 2023 in der Presse über ihren geplanten Rückzug berichtet worden war, endete ihre Amtszeit am 28. Juli 2023.

## Privatleben
Wendy Sherman stammt aus einer jüdischen Familie. Sie ist verheiratet und hat eine Tochter sowie zwei Enkelkinder.

## Auszeichnungen
Wendy Sherman ist Trägern der National Security Medal.